# Mauricio Silva Guzmán
Mauricio Silva Guzmán (Bogotá, 2 de julio de 1968) es un periodista y escritor colombiano, tres veces ganador del Premio Nacional de Periodismo Simón Bolívar. Actualmente se desempeña como Editor Jefe de la revista BOCAS y columnista gastronómico del diario El Tiempo. 
Es autor de dos libros sobre la vida y muerte del cantante colombiano Joe Arroyo: El Centurión de la noche (2008) y ¿Quién mató al Joe? (2012); así como de El 5-0 (2013), una crónica sobre el delirante partido con el que la selección Colombia se clasificó al Mundial de Fútbol de 1994, goleando a Selección de Fútbol de Argentina en Buenos Aires. Estas tres obras fueron best sellers en Colombia.
También ha publicado la trilogía Enséñame a ser héroe, que es la obra escrita más completa en la historia del deporte en Colombia: Enséñame a ser héroe 1 (2014),Enséñame a ser héroe 2 (2016) y Enséñame a ser héroe 3 (2020). De la misma manera, es autor del libro La leyenda de los escarabajos (2017), que reúne los 100 grandes momentos del ciclismo en Colombia y que fue reeditado y actualizado a 111 momentos (2019); y del libro Egan, el campeón predestinado (2019), que narra la vida y obra del joven campeón del Tour de Francia 2019, Egan Bernal.
Silva ha trabajado como reportero, cronista y editor para los periódicos La Prensa y El Tiempo y para las revistas Semana, Soho, Cambio, DONJUAN y BOCAS. También ha investigado y conducido programas y documentales para la televisión de su país.

## Biografía
Silva creció en el barrio Chapinero de Bogotá. Estudió Comunicación Social y Periodismo en la Universidad de La Sabana. Antes de terminar su carrera, ya formaba parte de la redacción del diario La Prensa, donde trabajó como periodista cultural entre 1989 y 1993.
Desde 1993, hasta 1999, hizo parte de la redacción cultural de El Tiempo, donde también escribió «Azul Profundo», una popular columna sobre el equipo de sus amores, Millonarios Fútbol Club.
En 1999 dirigió y condujo el programa deportivo de culto Sin Amarillo, Azul y Rojo del canal local Citytv, donde también fue director de deportes y conductor del magazín Ociópolis.
En el año 2000 dirigió el proyecto Semana 1000 para la Revista Semana. Al año siguiente, ingresó a la redacción de la revista Cambio, donde fue editor de Deportes y Gastronomía hasta 2010. 
Entre 2004 y 2007, además, dirigió la revista Escala de AeroRepública y fue conductor del programa Culturama Entrevista (2007) de Señal Colombia.
Desde 2011 trabaja como Editor Jefe de la revista BOCAS.

## Publicaciones

### Libros

#### Crónica
- El Centurión de la noche (La Iguana Ciega, 2008), sobre la vida y obra del cantante Joe Arroyo.
- ¿Quién mató al Joe? (Random House Mondadori, 2012), sobre la muerte de Joe Arroyo.
- El 5-0 (Ediciones B, 2013), sobre el partido Argentina-Colombia en las eliminatorias sudamericanas a la Copa Mundial de Fútbol de 1994.
- La leyenda de los escarabajos (2017), que reúne los 100 grandes momentos del ciclismo en Colombia.
- La leyenda de los escarabajos (2019), reedición y actualización a 111 grandes momentos del ciclismo en Colombia.
- Egan, el campeón predestinado (2019), que narra la vida y obra del joven campeón del Tour de Francia 2019, Egan Bernal.

#### Entrevistas
- Enséñame a ser héroe (Intermedio Editores, 2014), 12 entrevistas con deportistas como Falcao García, Nairo Quintana, El Pibe Valderrama, Mariana Pajón, Pacho Maturana y Rigoberto Urán, entre otros.
- Enséñame a ser héroe 2 (Intermedio Editores, 2016), 12 entrevistas con Caterine Ibargüen, Juan Pablo Montoya, El Chavito Chaves, Mario Alberto Yepes, Willington Ortiz y Lucho Herrera, entre otros.
- Enséñame a ser héroe 3 (Intermedio Editores, 2016), 13 entrevistas con Edgar Rentería, Cochise Rodríguez, James Rodríguez, René Higuita, Fabio Parra y Antonio Cervantes ''Kid Pambelé'', entre otros.

### Capítulos o coautorías de libros y participaciones en antologías
- De Millonarios me enamoré, con Diego Caldas Triana y Felipe Valderrama (Intermedio Editores, 2013), la historia del Millonarios Fútbol Club, equipo de fútbol bogotano.
- Cada uno tiene su domingo, publicado en la compilación Fricciones Urbanas (Editorial Planeta, 2005).
- Buscando esposa por los clasificados, publicado en la antología Soho Crónicas (Aguilar, 2008).
- Así volvimos al mundial (Aguilar, 2013), sobre la clasificación de Colombia a la Copa Mundial de Fútbol de 2014.
- Los mejores de América (Uqbar Editores, 2014), historias inéditas de los grandes jugadores de Copa Mundial de Fútbol de 2014.
- ¡Mundialazo! (Intermedio Editores, 2014), sobre el desempeño de Colombia en la Copa Mundial de Fútbol de 2014, donde alcanzó el quinto lugar.

## Premios
- Premio Nacional de Periodismo Simón Bolívar, 2004, por el reportaje «El Joe Arroyo, el rey no ha muerto», publicado en la revista Rolling Stone.
- Premio India Catalina, 2009, por la conducción del documental para televisión Carlos Lleras, entre la acción y la pasión, realizado por la Universidad Nacional de Colombia.
- Premio Nacional de Periodismo Simón Bolívar, 2010, por «La fiesta de Fausto», sobre la vida de Faustino Asprilla, publicado en la revista Don Juan.
- Premio Excelencia Periodística, 2016, por la entrevista a Esteban Chaves, «La sonrisa del Chavito», publicado en la revista BOCAS.
- Premio Nacional de Periodismo Acord, 2018, por la entrevista a Sofía Gómez, «Todo a pulmón», publicado en la revista BOCAS.
- Premio Nacional de Periodismo Simón Bolívar, 2019, por la entrevista «El rey de las alturas», publicado en la revista BOCAS.